# B' Katīgoria 2012-2013
L'edizione 2012-2013 della B' Katīgoria vide la vittoria finale dell'Aris Limassol.

## Formula
Le 14 squadre partecipanti hanno disputato il campionato incontrandosi in due gironi di andata e ritorno, per un totale di 26 giornate.
È stato l'ultimo campionato con questa denominazione: a partire dalla stagione successiva, infatti la Seconda Divisione è stata divisa in B1 e B2. Al termine della regular season era previsto un girone di play-off tra le prime quattro classificate che si incontrarono tra di loro in gare di andata e ritorno, conservando il punteggio acquisito durante la stagione regolare. Le prime tre sono state promosse in Divisione A.
La quarta dei play-off, insieme alle classificate dalla quinta all'ottava posizione disputeranno la nuova Seconda Divisione B1. Le squadre classificate dalla nona alla dodicesima posizione sono retrocesse nella nuova Seconda Divisione B2. Infine le squadre classificate in penultima e ultima posizione retrocedevano in Terza Divisione.

## Squadre partecipanti
| Club                | Città      | Stadio                           | Posizione 2011-2012   |
| ------------------- | ---------- | -------------------------------- | --------------------- |
| AEK Koukliōn        | Kouklia    | Pafiako Stadium                  | 1° in Terza Divisione |
| AEZ Zakakiou        | Zakaki     | Stadio comunale di Zakaki        | 3° in Terza Divisione |
| Akritas Chlōrakas   | Chlorakas  | Dimotiko Chlorakas               | 7° in B' Katīgoria    |
| Anagennīsī Deryneia | Dherynia   | Anagennisi Football Ground       | 13° in Divisione A    |
| APEP Pitsilia       | Kyperounta | Kyperounta Stadium               | 9° in B' Katīgoria    |
| Arīs Limassol       | Limassol   | Stadio Tsirion                   | 12° in Divisione A    |
| Ermīs Aradippou     | Aradippou  | Aradippou Stadium                | 14° in Divisione A    |
| Ethnikos Assia      | Nicosia    | Dimotiko Chlorakas               | 8° in B' Katīgoria    |
| N&S Erīmīs          | Erimi      | Stadio comunale di Erimi         | 2° in Terza Divisione |
| Onīsilos Sōtīra     | Sotira     | Koinotiko Sotiras                | 5° in B' Katīgoria    |
| Othellos Athīainou  | Athīenou   | Stadio Othellos Athienou         | 6° in B' Katīgoria    |
| PAEEK Kerynias      | Lakatamia  | Keryneia Epistrophi di Lakatamia | 4° in B' Katīgoria    |
| Omonia Aradippou    | Aradippou  | Aradippou Stadium                | 10° in B' Katīgoria   |
| Chalkanoras Idaliou | Dali       | Chalkanoras Stadium              | 11° in B' Katīgoria   |

## Prima fase

### Classifica
|  | Pos. | Squadra             | Pt | G  | V  | N | P  | GF | GS | DR  |
|  | ---- | ------------------- | -- | -- | -- | - | -- | -- | -- | --- |
|  | 1    | Arīs Limassol       | 55 | 26 | 16 | 7 | 3  | 64 | 21 | +43 |
|  | 2    | Ermīs Aradippou     | 52 | 26 | 15 | 7 | 4  | 41 | 23 | +18 |
|  | 3    | AEK Koukliōn        | 50 | 26 | 16 | 2 | 8  | 55 | 28 | +17 |
|  | 4    | Anagennīsī Deryneia | 43 | 26 | 12 | 7 | 7  | 28 | 23 | +5  |
|  | 5    | APEP Pitsilia       | 42 | 26 | 12 | 6 | 8  | 35 | 25 | +10 |
|  | 6    | N&S Erīmīs          | 41 | 26 | 12 | 5 | 9  | 37 | 33 | +3  |
|  | 7    | Omonia Aradippou    | 35 | 26 | 9  | 8 | 9  | 40 | 40 | +0  |
|  | 8    | Othellos Athīainou  | 34 | 26 | 9  | 7 | 10 | 28 | 35 | -7  |
|  | 9    | PAEEK Kerynias      | 33 | 26 | 9  | 6 | 11 | 35 | 37 | -2  |
|  | 10   | AEZ Zakakiou        | 32 | 26 | 10 | 2 | 14 | 34 | 45 | -11 |
|  | 11   | Onīsilos Sōtīra     | 29 | 26 | 8  | 8 | 10 | 21 | 32 | -11 |
|  | 12   | Chalkanoras Idaliou | 29 | 26 | 8  | 5 | 13 | 34 | 42 | -8  |
|  | 13   | Akritas Chlōrakas   | 14 | 26 | 4  | 5 | 17 | 23 | 42 | -19 |
|  | 14   | Ethnikos Assia      | 12 | 26 | 3  | 3 | 20 | 25 | 74 | -49 |

### Risultati
|                     | AEZ  | AEK  | Akr  | Ana  | APs  | Ari  | EtA  | Erm  | NeS  | OtA  | OmA  | OnS  | PAE  | ChI  |
| ------------------- | ---- | ---- | ---- | ---- | ---- | ---- | ---- | ---- | ---- | ---- | ---- | ---- | ---- | ---- |
| AEZ Zakakiou        | –––– | 0-2  | 2-1  | 0-2  | 1-3  | 0-1  | 3-2  | 2-0  | 0-1  | 2-2  | 1-2  | 3-0  | 3-1  | 1-0  |
| AEK Kouklion        | 4-0  | –––– | 4-2  | 2-1  | 2-0  | 0-2  | 6-0  | 0-1  | 3-1  | 2-1  | 4-0  | 3-0  | 2-0  | 4-0  |
| Akritas Chlorakas   | 1-0  | 1-1  | –––– | 1-1  | 0-2  | 1-2  | 4-1  | 1-2  | 0-1  | 0-2  | 0-0  | 3-0  | 0-0  | 0-1  |
| Anagennisi Dherynia | 0-2  | 2-1  | 2-1  | –––– | 1-0  | 0-3  | 2-1  | 1-1  | 1-3  | 0-0  | 2-0  | 1-2  | 1-0  | 1-0  |
| APEP Pitsilia       | 3-0  | 2-1  | 0-0  | 2-0  | –––– | 1-0  | 2-1  | 1-0  | 1-0  | 0-1  | 1-1  | 1-1  | 0-1  | 2-2  |
| Aris Limassol       | 4-3  | 3-0  | 2-0  | 2-0  | 2-2  | –––– | 6-0  | 1-2  | 2-0  | 3-3  | 7-0  | 2-0  | 3-0  | 2-1  |
| Ethnikos Assia      | 1-4  | 2-3  | 0-2  | 0-0  | 5-3  | 0-6  | –––– | 2-2  | 0-1  | 1-2  | 1-4  | 0-0  | 0-4  | 3-2  |
| Ermis Aradippou     | 0-2  | 2-0  | 1-0  | 1-1  | 2-1  | 4-2  | 4-0  | –––– | 1-1  | 3-1  | 1-0  | 1-0  | 2-2  | 4-0  |
| N&S Erimis          | 4-2  | 2-3  | 2-1  | 0-0  | 0-0  | 1-1  | 2-1  | 2-1  | –––– | 1-0  | 1-0  | 4-1  | 4-5  | 4-2  |
| Othellos            | 1-1  | 0-1  | 1-0  | 0-3  | 2-0  | 0-5  | 1-0  | 0-1  | 1-1  | –––– | 3-5  | 1-0  | 1-2  | 3-2  |
| Omonia Aradippou    | 6-2  | 3-0  | 5-0  | 0-1  | 0-3  | 1-1  | 3-4  | 1-1  | 1-0  | 1-0  | –––– | 1-1  | 0-0  | 3-1  |
| Onisillus Sotira    | 1-0  | 0-3  | 4-1  | 1-1  | 1-0  | 0-0  | 2-0  | 1-1  | 1-0  | 0-1  | 0-0  | –––– | 1-0  | 2-1  |
| PAEEK               | 0-1  | 2-1  | 4-3  | 0-1  | 1-2  | 1-1  | 3-0  | 1-2  | 2-0  | 0-0  | 2-2  | 4-2  | –––– | 0-3  |
| Chalkaronas         | 2-0  | 2-2  | 2-0  | 0-3  | 0-3  | 1-1  | 3-0  | 0-1  | 3-1  | 1-1  | 3-1  | 0-0  | 2-0  | –––– |

## Girone di Play-off

### Classifica
|  | Pos. | Squadra             | Pt | G  | V  | N | P  | GF | GS | DR  |
|  | ---- | ------------------- | -- | -- | -- | - | -- | -- | -- | --- |
|  | 1    | Arīs Limassol       | 65 | 32 | 19 | 8 | 5  | 75 | 29 | +46 |
|  | 2    | AEK Koukliōn        | 65 | 32 | 21 | 2 | 9  | 69 | 37 | +32 |
|  | 3    | Ermīs Aradippou     | 58 | 32 | 17 | 7 | 8  | 47 | 34 | +13 |
|  | 4    | Anagennīsī Deryneia | 47 | 32 | 13 | 8 | 11 | 31 | 29 | +2  |

### Risultati
|                     | AEK  | Ana  | Ari  | Erm  |
| ------------------- | ---- | ---- | ---- | ---- |
| AEK Kouklion        | –––– | 2-1  | 2-1  | 3-1  |
| Anagennisi Deryneia | 1-2  | –––– | 0-0  | 0-1  |
| Aris Limassol       | 3-4  | 1-0  | –––– | 2-1  |
| Ermis Aradippou     | 2-1  | 0-1  | 1-3  | –––– |

## Verdetti finali
- Aris Limassol, AEK Kouklia e Ermis Aradippou promossi in Divisione A.
- PAEEK Kerynias, AEZ Zakakiou, Onisillos Sotira e Chalkanoras Idaliou retrocessi in B2.
- Akritas Chlorakas e Ethnikos Assia  retrocesse in Terza Divisione.

## Classifica marcatori
| Gol |  |  | Giocatore          | Squadra            |
| --- |  |  | ------------------ | ------------------ |
| 16  |  |  | Stamatis Pantos    | AEK Koukliōn       |
| 13  |  |  | Giorgos Kavazis    | AEZ Zakakiou       |
| 13  |  |  | Wender             | Arīs Limassol      |
| 12  |  |  | Marco Tagbajumi    | APEP Pitsilia      |
| 12  |  |  | Angelo Henriques   | AEK Koukliōn       |
| 11  |  |  | Demos Demosthenous | Othellos Athīainou |
| 11  |  |  | Andreas Kyprianoy  | Arīs Limassol      |